# Адамович, Алексей Николаевич
Алексей Николаевич Адамо́вич (1904, Санкт-Петербург, Российская империя — 1979, Ленинград, СССР) — советский гидростроитель, доктор технических наук, профессор.

## Биография
Родился 20 августа 1904 года в семье Николая Исидоровича Адамовича.

Учился в 12-й Санкт-Петербургской гимназии. В 1929 году окончил Ленинградский институт путей сообщения, «инженер-строитель». Доцент (1940). Доктор технических наук (1964). Профессор (1970). Работал с 1929 по 1935 г. на Днепрострое (младший инженер, начальник лаборатории и инспекции по бетону и цементации). С 1935 по 1938 г. — на Камгэсстрое (начальник отдела изысканий). С 1938 по 1942 г. — там же (начальник сектора в техотделе и начальник сектора стройматериалов). С 1942 по 1944 г. — в Главгидроэнергострое (руководитель группы в техотделе). С 1944 по 1945 г. — Гидроэнергопроект (начальник отдела изысканий). С 1946 по 1979 г. — во ВНИИГ им. Б. Е. Веденеева (старший научный сотрудник, руководитель группы в лаборатории стройматериалов 

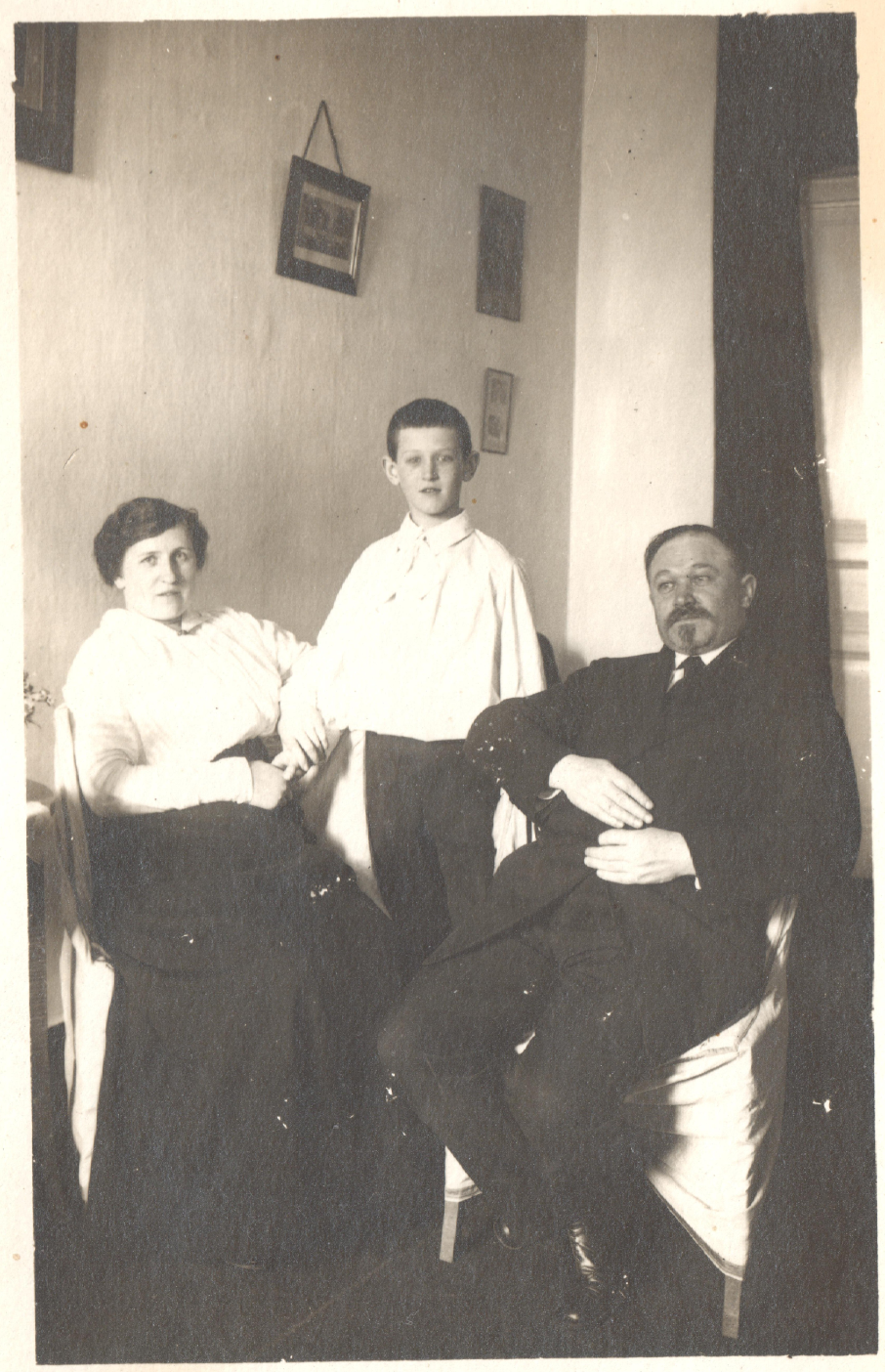
Алексей Адамович с матерью и отцом Н. И. Адамовичем, 1914 г.

 и в отделе производства работ, заведующий лабораторией цементации оснований и гидросооружений, профессор-консультант). Один из его больших[каких?] коллег был Пётр Александрович Ребиндер.

### Деятельность
Основное внимание в своей профессиональной деятельности посвятил решению задач, связанных с созданием противофильтрационных завес: закрепление грунтов, цементация оснований всех видов плотин, омоноличивание бетонных плотин и туннелей для гидросооружений. Ему принадлежит заслуга существенного развития исследований в этой области. Он выполнил ряд научных исследований для строительства Днепрогэс, Братской, Иркутской, Ингурской, Токтогульской (Киргизия), Сяньмынься (КНР) и других ГЭС. Являлся ведущим разработчиком СНиПов и ВСН по цементации гидротехнических сооружений. Активно участвовал в подготовке и проведении всесоюзных совещаний, конференций, симпозиумов и международных конгрессов. Его научные труды многократно публиковались в СССР и за рубежом. Автор свыше 120 научных работ, в том числе, 3 монографий, ряда изобретений, на которые получены авторские свидетельства. Под его научным руководством подготовлено и защищено более 10 кандидатских диссертаций. Научные работы, проведённые им и его сотрудниками в лаборатории цементации оснований и гидросооружений ВНИИГ, были связаны с производством и направлены на решение насущных задач гидротехнического строительства. С 1940 г. преподавал в Ленинградском политехническом институте на кафедре строительных материалов, а с 1946 г. — в Ленинградском инженерно-строительном институте на кафедре строительных материалов. С 1960 г. — член Национальной ассоциации СССР Международного общества по механике грунтов и фундаментостроению. С 1964 г. — член Научного совета АН СССР по проблемам физико-химической механики. Член Технического совета Минэнерго СССР (1965). Принимал участие в общественной работе по линии научно-технического общества стройиндустрии и НТО энергетической промышленности.

## Награды и премии
- Орден Трудового Красного Знамени,
- Почётный энергетик СССР,
- Медаль «За оборону Ленинграда»,
- Медаль «За победу над Германией в Великой Отечественной войне 1941—1945 гг.»,
- Медаль «В память 250-летия Ленинграда»,
- Юбилейная медаль «Двадцать лет Победы в Великой Отечественной войне 1941—1945 гг.»,
- Две Юбилейные медали «Тридцать лет Победы в Великой Отечественной войне 1941—1945 гг.»,